# Trzebnica
Trzebnica (Duits: Trebnitz) is een stad in het Poolse woiwodschap Neder-Silezië, gelegen in de powiat Trzebnicki. De oppervlakte bedraagt 8,35 km², het inwonertal 12.159 (2005). Tot 1945 behoorde de stad tot Duitsland.

## Verkeer en vervoer
- Station Trzebnica
- Station Trzebnica Gaj